# Venlo (stad)
Venlo (Dialect: Venlo) (uitspraakⓘ) is een stad in het noordelijke deel van de Nederlandse provincie Limburg en de stedelijke kern van de gelijknamige gemeente. De stad telt 69.440 inwoners (per 2023, bron: CBS). Samen met Hout-Blerick, Blerick, Tegelen, Velden, Lomm en Arcen vormt Venlo een stedelijk gebied van 103.789 inwoners (per 2024, bron: CBS). Blerick is echter vanouds een afzonderlijk dorp, dat pas tijdens de Tweede Wereldoorlog opgenomen is in de gemeente Venlo. Hetzelfde geldt voor Tegelen, dat in 2001 samen met het dorp Belfeld bij de gemeente is gevoegd. De stad Venlo omvat alleen het gedeelte van de gemeente tussen de A73, de Duitse grens, de A67 en de Maas. Andere kerkdorpen binnen de gemeente Venlo zijn: 't Ven, Hout-Blerick, Boekend, Steyl, Belfeld, Arcen, Velden en Lomm.
Venlo is een handels-, transport- en industriestad. De stad is het centrum voor de wijde omgeving alsmede koopcentrum voor het naburige Duitse Ruhrgebied. De gemeente Venlo grenst direct aan de Duitse districten Kleef en Viersen. Venlo is gelegen aan een bocht in de Maas en heeft een historisch centrum, al heeft de Tweede Wereldoorlog veel schade aangericht.

## Taal

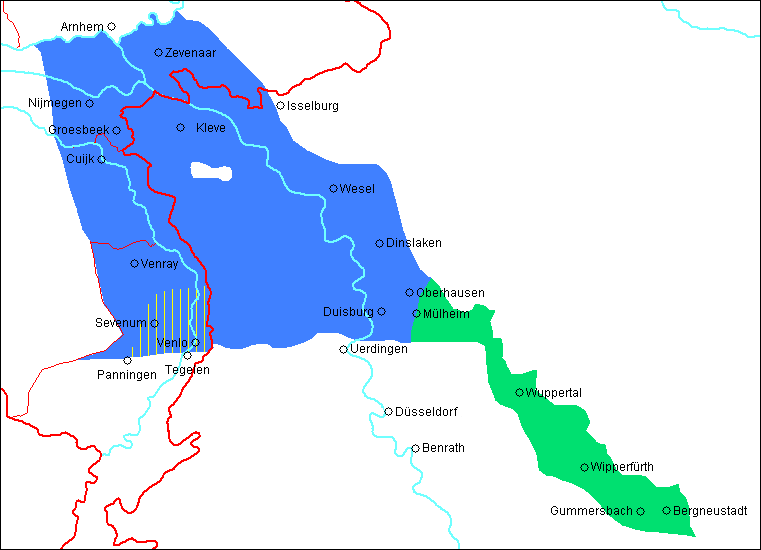
Topografische verspreiding van het Zuid-Gelders / Noord-Limburgs / Kleverlands (blauw) / Oost-Bergisch (groen). Het mich-kwartier rond Venlo is verticaal gearceerd

Venlo kent een karakteristiek stadsdialect, dat in grondslag nog Limburgs is, maar ook al enkele kenmerken heeft van de Brabants-Limburgse overgangsdialecten. Daarmee vormt het een overgangsdialect. Taalkundig wordt dit overgangsgebied aangeduid als het Noord-Limburgse mich-kwartier. De bewoners koesteren dit Venloos, dat algemeen wordt gebruikt. Mede dankzij de rijke carnavalstraditie, die liedjes in het Venloos geliefd heeft gemaakt, houdt het Venloos levend.
Het Tegels onderscheidt zich duidelijk van het Venloos. Ik stond onder een boom bij de school klinkt in het Tegels als ich sjting ónger einen boum beej de sjoeël en in Venloos als ik stónd ónder einen boum beej de schoeël. Het Venloos heeft in Blerick het Blericks verdrongen, dat nu enkel nog te horen is in Hout-Blerick en Boekend. Het Veldense en Lomms dialect heeft zich in de richting van het Venloos ontwikkeld en staat nu relatief dicht bij het Venloos. Het oude Blericks en Veldens bevonden zich in verschillende opzichten tussen het Tegels en het Venloos: ik stóng ónger einen boum beej de schoeël. Arcen is de noordelijkste plaats waar het Limburgs gesproken wordt; boven Arcen gaan de betoningslijn en de du (dich) / gij -grens Duitsland in. Het Arcens valt nog wel net binnen het mich-gebied, maar het heeft ook al wat meer de klankkleur van het Horster dialect; Arcens: ik stónd ónder ieënen boeëm beej de schoeël.

## Geschiedenis

### Oudheid
Venlo ligt op een strategische positie, op een belangrijke kruising van wegen bij een oversteekplaats over de Maas. De nederzetting werd al in de vroeg-Romeinse tijd (50 v. Chr.-70 na Chr.) bewoond. Er zijn diverse vondsten van aardewerk, munten en sieraden aangetroffen die wijzen op bewoning door Romeinse militairen en geromaniseerde handelaren. Archeologisch onderzoek in en langs de Maas heeft niet aangetoond dat hier een brug heeft gelegen. Na de derde eeuw blijft de nederzetting bij de huidige binnenstad van Venlo een aantal eeuwen onbewoond. Er zijn geen sporen uit de laat-Romeinse tijd bekend. Wel zijn er sporen van bewoning tot in de zevende eeuw gevonden aan de westzijde van de Maas, in Blerick, langs de noord-zuidverbinding Nijmegen-Maastricht-Tongeren.

### Middeleeuwen

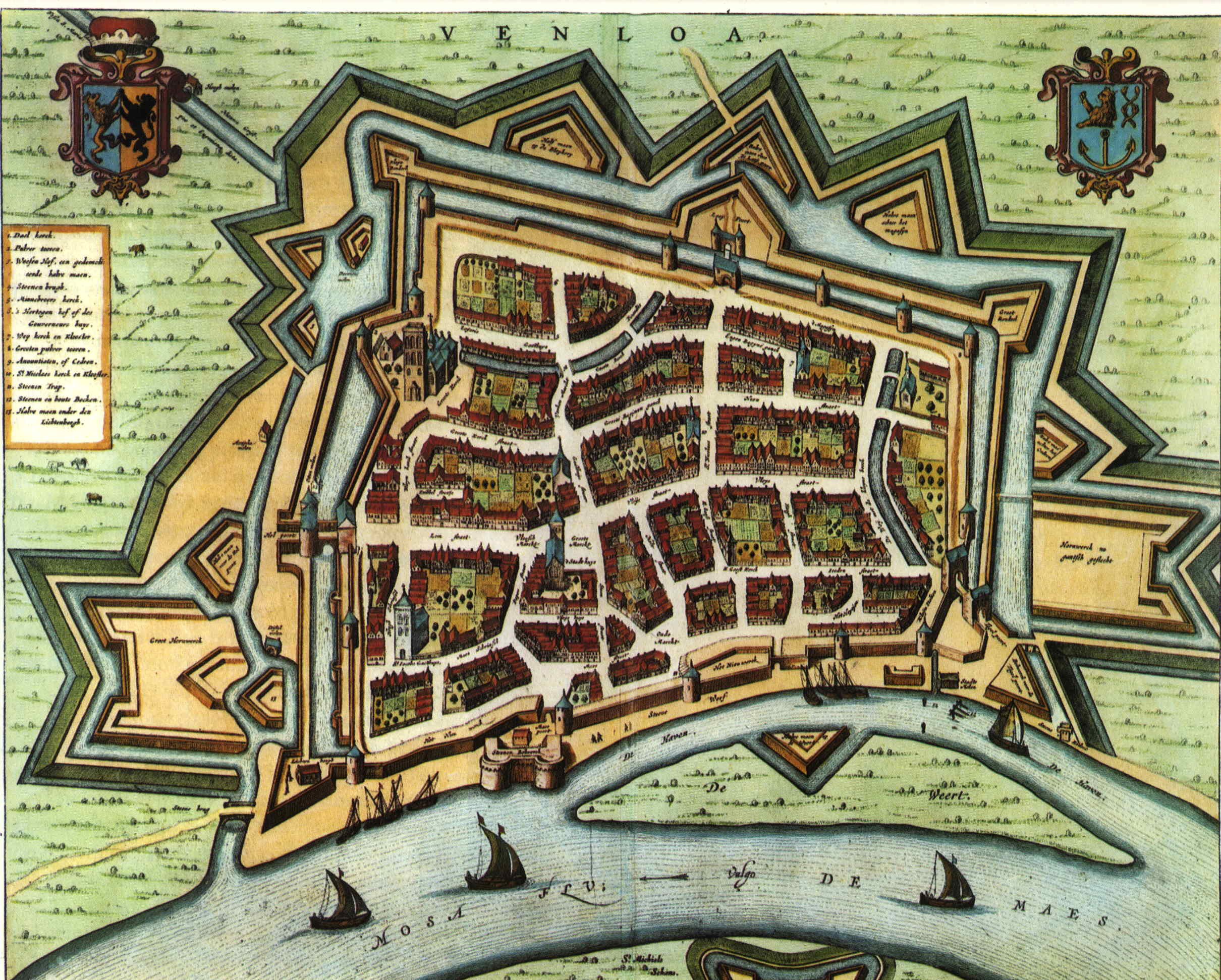
Kaart van Venlo uit 1652 van Joan Blaeu

In 1991 werd bij archeologisch onderzoek een uit 900 daterende gracht blootgelegd. Dit geeft aan dat in de 9e eeuw al een dorp van enige omvang in dit gedeelte van de latere stad lag.
In de middeleeuwen was de stad Venlo een belangrijke handelsplaats aan de Maas, zelfs te vergelijken met Duitse plaatsen als Keulen, Spiers en Worms. Venlo behoorde tot het Gelderse Overkwartier en in 1481 trad Venlo tot het Hanzeverbond toe. Hoewel het Hanzeverbond toen al over zijn hoogtepunt heen was betekende Venlo's lidmaatschap toch een erkenning als handelsstad.

### Nieuwe Tijd
Het hertogdom Gelre kwam als laatste gewest bij de val van Venlo in 1543 de facto, en bij het Traktaat van Venlo de jure in handen van keizer Karel V, die het met de rest van zijn Nederlandse bezittingen verenigde. Vanaf 1590 was Gelre gesplitst in een noordelijk en een zuidelijk deel en behoorde het zuidelijke, het Overkwartier, tot de Zuidelijke Nederlanden. In de 17e eeuw was Venlo afwisselend Spaans en Staats bezit. De Spaanse Successieoorlog leidde vervolgens tot het Barrièretraktaat, waarbij het Overkwartier tijdens de Vrede van Utrecht in 1713 werd opgedeeld tussen Pruisen, de Oostenrijkse Nederlanden en de Nederlandse Republiek. De stad werd onderdeel van de Republiek en kwam te liggen in het Generaliteitsland Staats-Opper-Gelre.
Heel Staats-Opper-Gelre werd in 1794 door de Fransen veroverd. Na hun vertrek ging Venlo tot de nieuwgevormde provincie Limburg behoren, binnen het Verenigd Koninkrijk der Nederlanden. Anders dan de rest van Limburg werd Venlo (evenals het gebied van de stad Maastricht) geen lid van de Duitse Bond. Bij de Belgische Opstand koos bijna geheel Limburg, en ook Venlo, de kant van de Belgen maar bij de vredesregeling werd Limburg gesplitst en kwam Venlo bij Nederland. Halverwege de 19de eeuw werden de stadsmuren gesloopt en breidde de stad zich flink uit over de buitengebieden en langs de toegangswegen.
De 21 oudste foto's van Venlo dateren van 1857-1861 en bevinden zich in een album van de militaire arts Petrus Jan van der Grijp dat begin 2020 door het Gemeentearchief Venlo is verworven.

### Twintigste eeuw
Op 9 november 1939 vond in Venlo het Venlo-incident plaats, waarbij twee Britse agenten door de Duitse Gestapo werden gevangengenomen.
Aan het eind van de Tweede Wereldoorlog leed Venlo veel schade, mede doordat de frontlinie drie maanden lang door het centrum liep. Tot oktober 1944 was Venlo nauwelijks getroffen door de oorlog maar dat veranderde toen de gevechtsfronten Limburg naderden. Bij hevige geallieerde bombardementen op de strategische Maasbrug en het nabije Duitse vliegveld, werd het stadscentrum deels verwoest en kwamen veel burgers om. De stad werd op 1 maart 1945 bevrijd door de Amerikanen van het 9e Leger tijdens de Operatie Grenade.

## Bezienswaardigheden

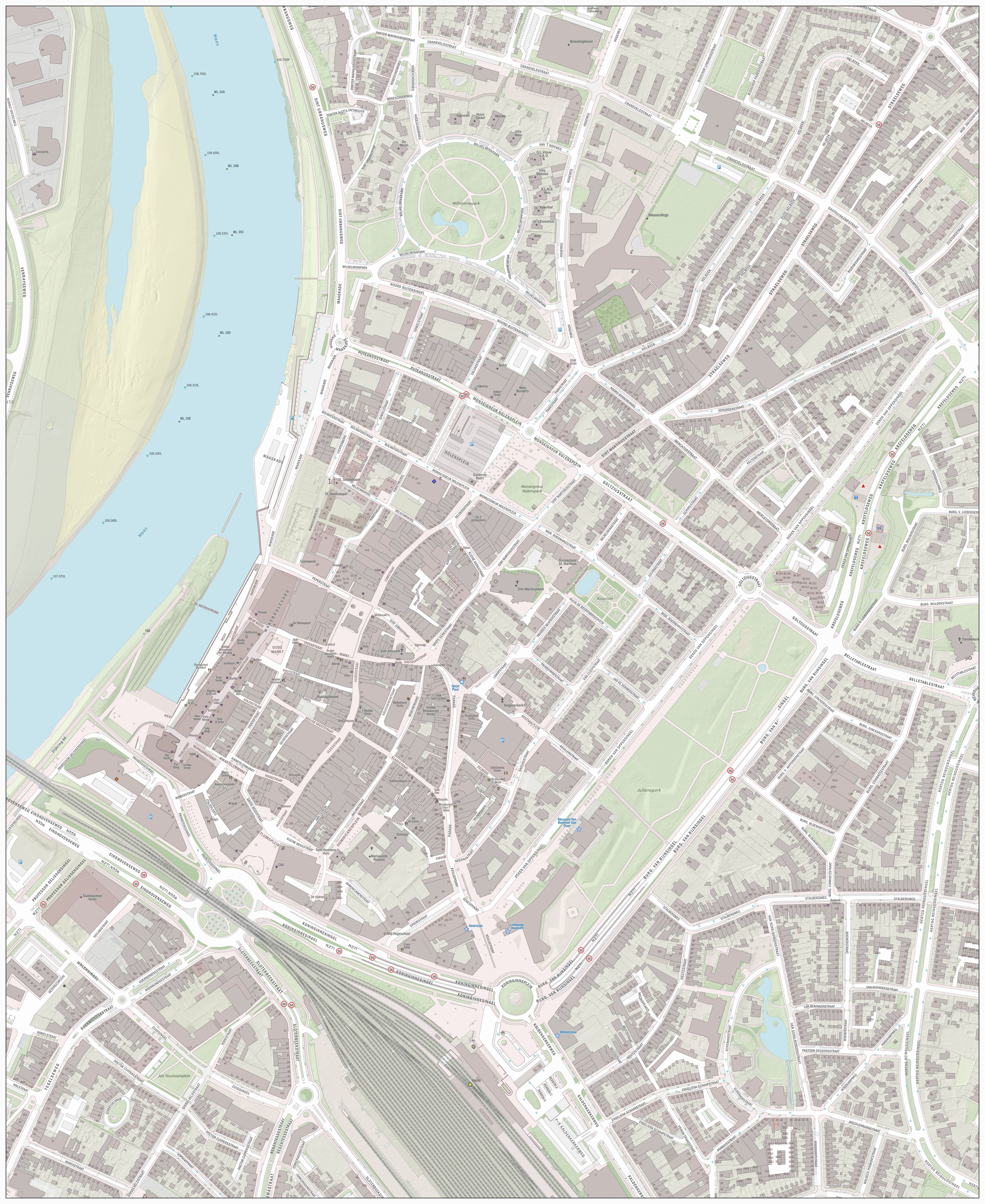
Detailkaart van het centrum van Venlo (2017), met bezienswaardigheden

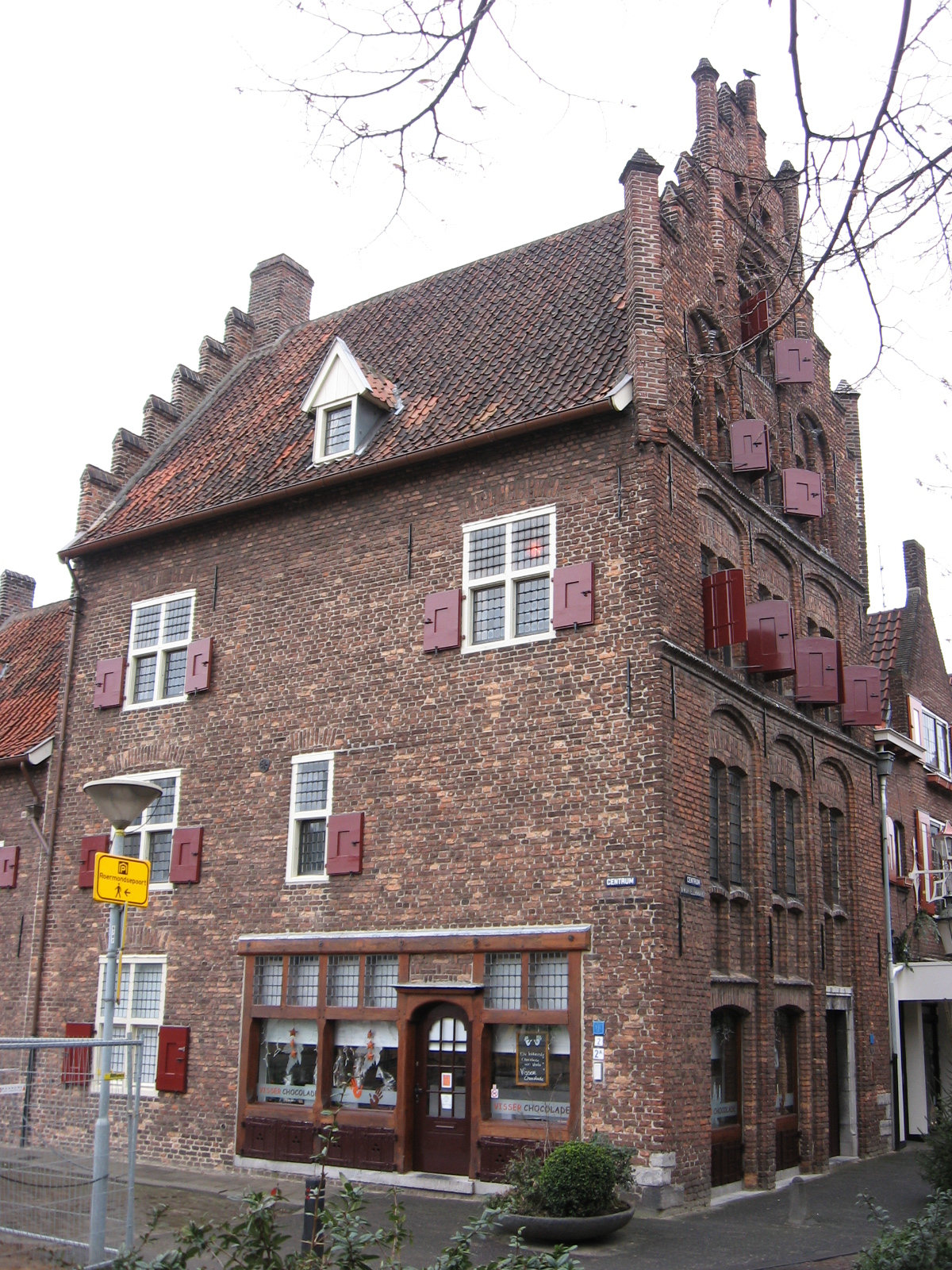
Het Romerhuis uit circa 1521

Door de bombardementen tijdens de Tweede Wereldoorlog zijn veel historische gebouwen uit de Venlose binnenstad verdwenen zoals de middeleeuwse woningen nabij de Maasbrug (Kwartelenmarkt), de synagoge en de kloostercomplexen aan de zuidkant. Daarnaast is rond de Tweede Wereldoorlog een aantal (laat)middeleeuwse panden gesloopt. Na een uitgebreid bouwkundig onderzoek blijkt Venlo een aantal huizen met een Middeleeuwse kern te bezitten. Deze zijn verborgen achter merendeels nieuwere gevels en staan voornamelijk in de Gasthuisstraat, de Vleesstraat en in de Lomstraat. 

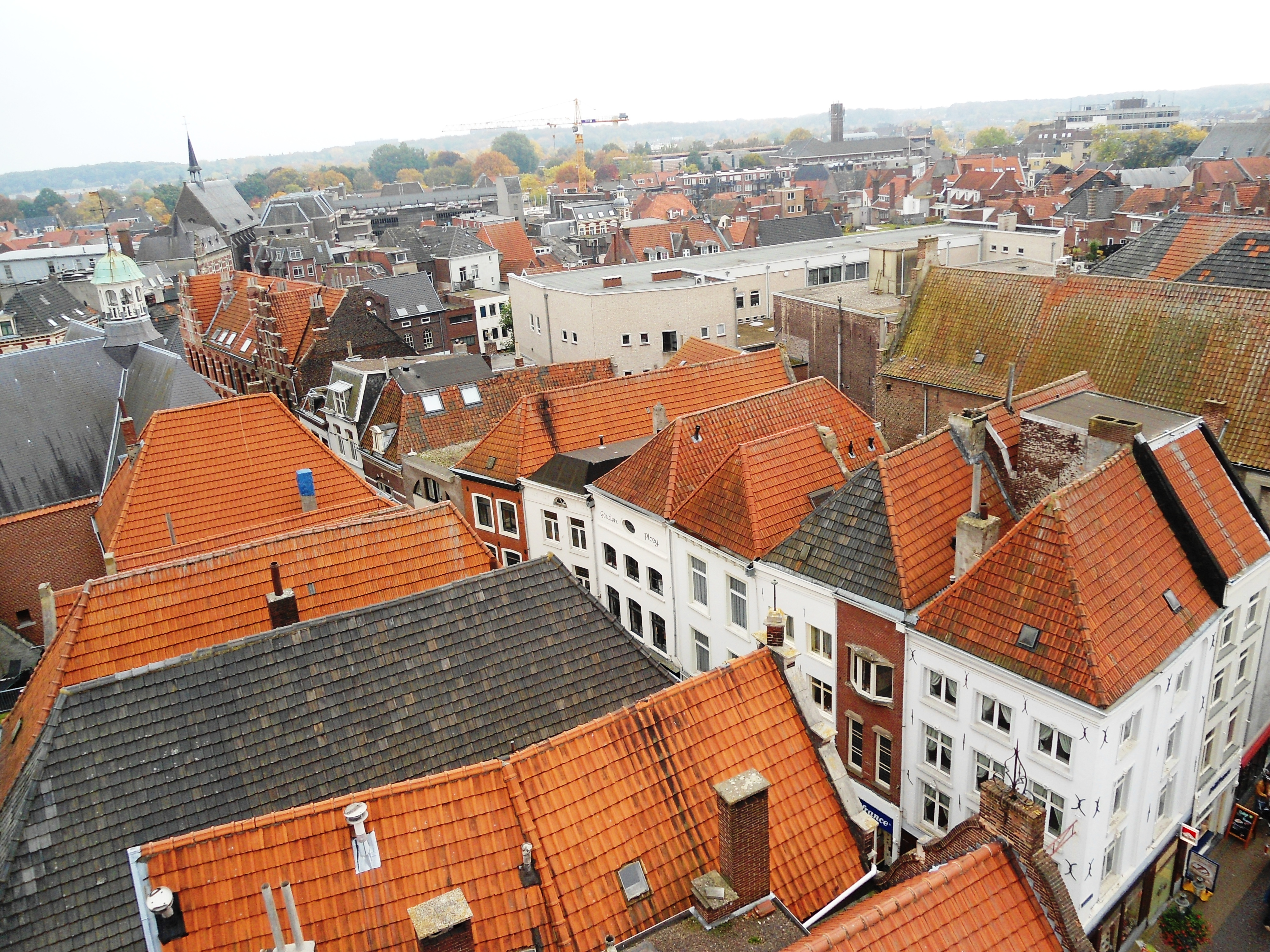
Gasthuisstraat Venlo van bovenaf

Venlo-stad telt ten tijde van dit schrijven 93 rijksmonumenten. In totaal telt de hele gemeente 236 rijksmonumenten en daarnaast telt de gemeente nog 234 gemeentelijke monumenten.

### Kerken
- Sint-Martinusbasiliek, de historische hoofdkerk van Venlo
- Heilig Hartkerk, van omstreeks 1922, aan Veldenseweg 2
- Heilige Geestkerk, van 1966, later gesloopt.
- Heilige-Familiekerk, van 1939, aan Belletablestraat 21
- Sint-Jacobskapel, van 1533, aan Maasschriksel, niet als kapel in gebruik
- Sint-Joriskerk, van 1509 en later, aan Sint Jorisstraat 16, is een protestants kerkgebouw
- Minderbroederskerk of Jongerenkerk, van 1612, aan Minderbroedersstraat 1
- Onze-Lieve-Vrouw Onbevlekt Ontvangenkerk, aan Sinselveldstraat 35, van 1915.
- Sint-Nicolaaskerk te Genooi, aan Van Postelstraat 53, van 1960.
- Sint-Michaëlkerk, te 't Ven, aan de Straelseweg, 1966-2006 en 2007.
- Kapel van Onze-Lieve-Vrouw van Genooi, te Genooi

### Kloosters
- Mariaweide
- Klooster Mariadal
- Heilige Geestklooster, gesloopt in 1928
- Huize Manresa, voormalig retraitehuis van de Jezuïeten
- Klooster Dominicanessen van Bethanië
- Klooster Maria Auxiliatrix, gesticht in 1911 door de Zusters van Onze-Lieve-Vrouw van Tegelen
- Klooster Nazareth in buurtschap 't Ven, aan Straelseweg 329.
- Klooster Onze Lieve Vrouwe van Loreto, aan Monseigneur Zwijsenstraat, van 1960.
- Klooster Op Stalberg, aan Stalbergweg 1.
- Sint-Martinusklooster aan Sint-Martinusstraat 2-54.
- Trans-Cedron, verwoest in 1944, aan de Nieuwstraat.

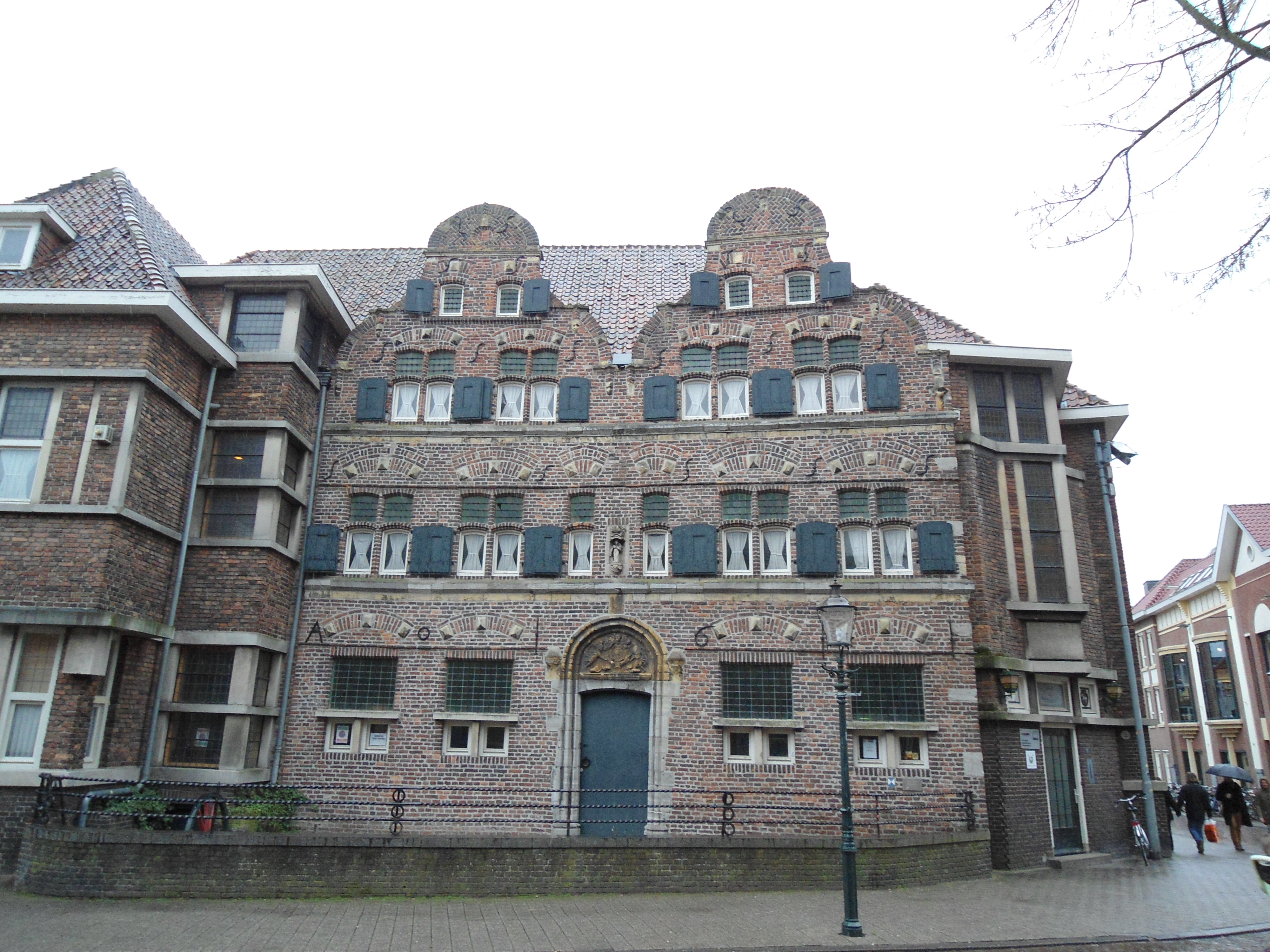
De Latijnse School te Venlo met voorgevel uit 1611

### Burgerlijke bouwkunst
- Het stadhuis van Venlo (1597) aan de Markt
- Huize Schreurs, renaissancehuis aan Grote Kerkstraat 19021
- Romerhuis, laatgotisch huis aan hoek Kwartelenmarkt/Wijngaardstraat
- Huize Ottenheym, laatgotisch huis aan Vleesstraat 7
- Parade 62-64, laatgotisch dubbelhuis van omstreeks 1550.
- Ald Weishoès, aan Grote Kerkstraat 31, renaissancegebouw uit 1611
- Huize Stalberg, aan Stalbergweg 268, vanouds een boerderij

### Verdedigingswerken
Zie: Vestingwerken van Venlo voor het hoofdartikel over dit onderwerp. Slechts enkele kleine stukken van de verdedigingswerken zijn overgebleven: In de tuin van klooster Mariaweide en De Luif bij de Havenkade.

### Musea
- Limburgs Museum, cultuurhistorisch museum, aan Julianapark.
- Museum van Bommel van Dam, museum voor moderne kunst, aan Deken van Oppensingel
- Jean Laudy Museumkapel, museum voor Venlose schilders, aan Grote Kerkstraat 29
- Jan Klaassens Museum, herinneringen aan een Venloos voetballer, aan Parade 67a
- Politiemuseum Venlo, aan Dokter Blumenkampstraat 1
- Jocus Museum Venlo, Domicanenplein

### Diversen
- Vliegbasis Venlo-Herongen (voormalig Duits vliegveld uit WOII)

## Natuur en landschap

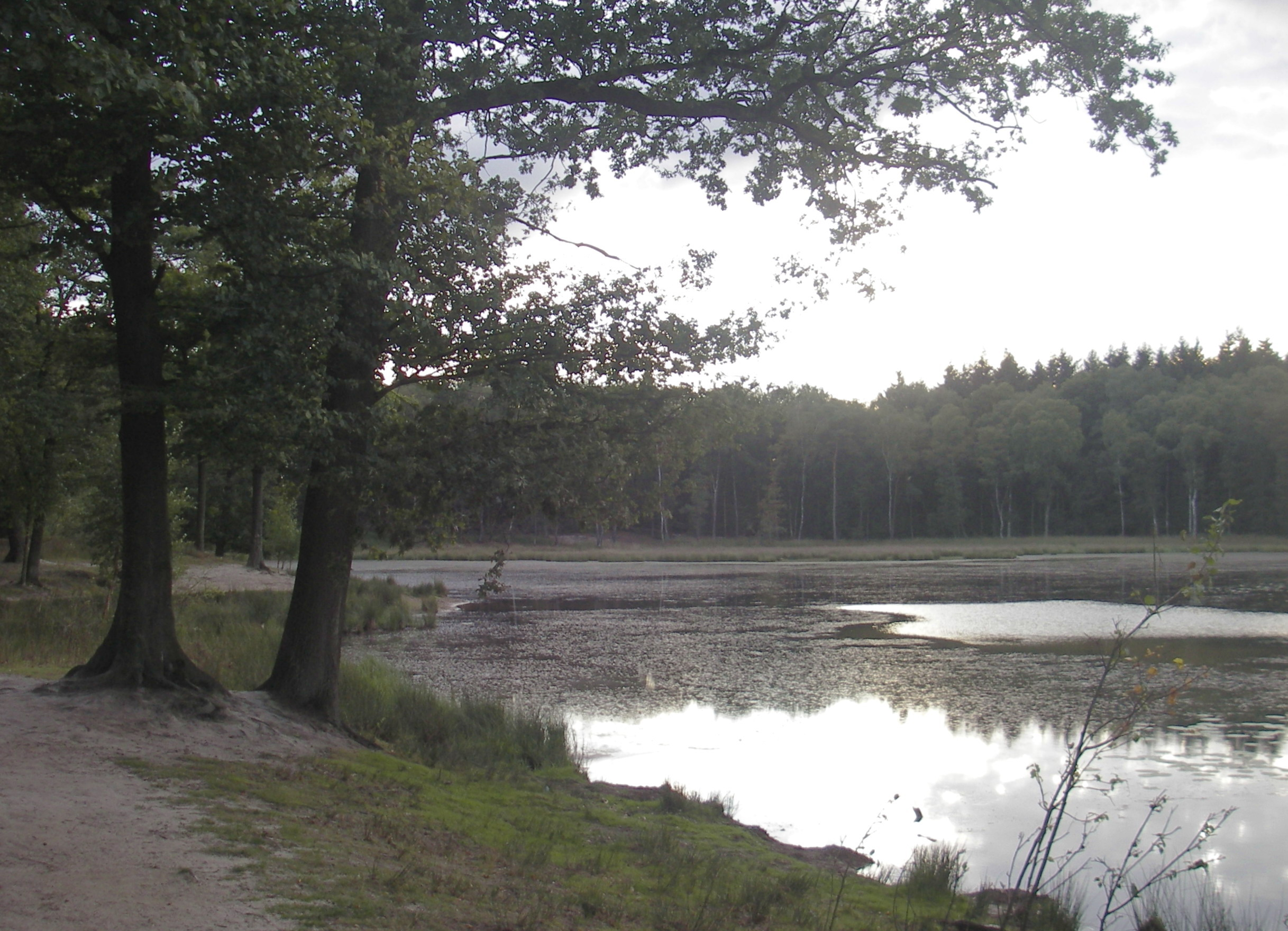
Het Zwart Water

Venlo ligt op de rechter Maasoever op een hoogte van ongeveer 18 meter NAP. De stad is, vooral aan de noordzijde, omringd door talrijke bedrijventerreinen. Verder oostelijk loopt een strook onderlangs de steilrand van het hoogterras, waar zich een concentratie van glastuinbouw bevindt. Hier loopt de Rijnbeek, feitelijk een kaarsrecht afwateringskanaal. Het zuidelijk deel hiervan werd vanaf 2002 omgevormd tot woonwijk en behoort tot de wijk Stalberg. Het noordelijk deel van de steilrand loopt in zuidwestelijke richting samen met de Duitse grens, om zich vervolgens op Nederlands gebied in dezelfde richting voort te zetten.
Er liggen om Venlo een aantal natuurgebieden. Langs de Maas bevindt zich het Rivierpark Venlo-Velden, een uiterwaardengebied, terwijl zich ten noorden van Venlo, nabij Velden het natuurgebied Zwart Water met de Venkoelen bevindt, bestaande uit (naald-)bossen en vennen. Ten oosten van Venlo, op de steilrand, vindt men de Grote en Kleine Heide. De hoogte loopt hier op tot 43 meter. Ten zuiden van Venlo vindt men de Onderste en Bovenste Molen en natuurgebied het Jammerdaal, alle in bezit van de Stichting Limburgs Landschap. In het gebied ontspringen de Wijlderbeek, de Wittebeek en de Venlose Molenbeek.

## Klimaat
| Maand                  | jan | feb | mrt | apr | mei | jun | jul | aug | sep | okt | nov | dec | Jaar  |
| ---------------------- | --- | --- | --- | --- | --- | --- | --- | --- | --- | --- | --- | --- | ----- |
| Gemiddeld maximum (°C) | 5   | 6   | 10  | 15  | 18  | 21  | 23  | 23  | 19  | 15  | 10  | 6   | 14,25 |
| Gemiddeld minimum (°C) | 1   | 1   | 3   | 6   | 9   | 12  | 14  | 14  | 11  | 8   | 5   | 2   | 7,17  |
|                        |     |     |     |     |     |     |     |     |     |     |     |     |       |
| Neerslag (mm)          | 13  | 18  | 18  | 10  | 18  | 17  | 18  | 15  | 11  | 17  | 15  | 20  | 190   |
| Bron: Weer in Venlo    |     |     |     |     |     |     |     |     |     |     |     |     |       |

## Recreatie

### Havens
- Jachthaven Blerick
- Passantenhaven Arcen
- Passantenhaven Blerick
- Passantenhaven Venlo

### Parken
- Arenborgdel
- Beatrixpark
- Burgemeester Bergerpark
- Jochumhof
- Julianapark
- Klingerbergpark
- Lage Loswal 't Bat
- Maashofpark
- Maasoeverpark
- Manresapark
- Meeuwbeemdpark
- Monseigneur Nolenspark
- Plexat
- Rosarium Venlo
- Schaapsdijkpark
- Tuindorppark
- Vijverhofpark
- Wassumpark
- De Weerd
- Wilhelminapark
- Zaarderheiken
- Zilvermeer

## Economie

### Middenstand

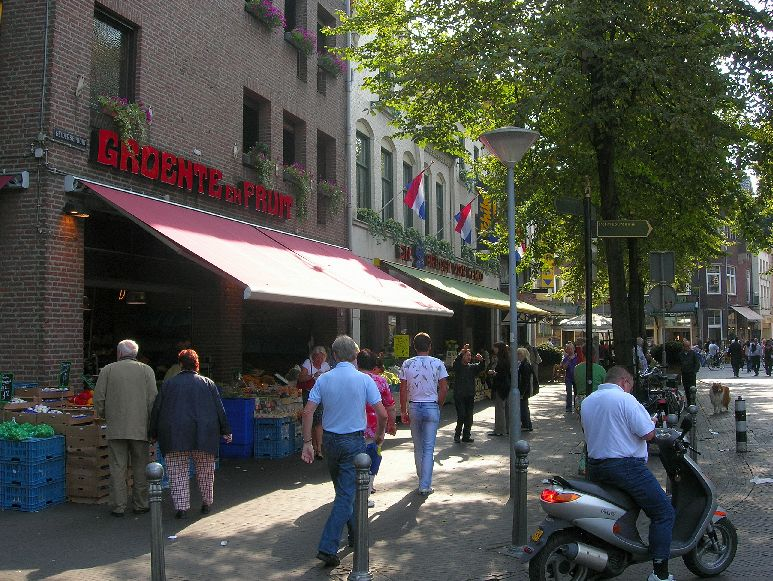
Venlo als inkoopstad voor Duitse bezoekers.

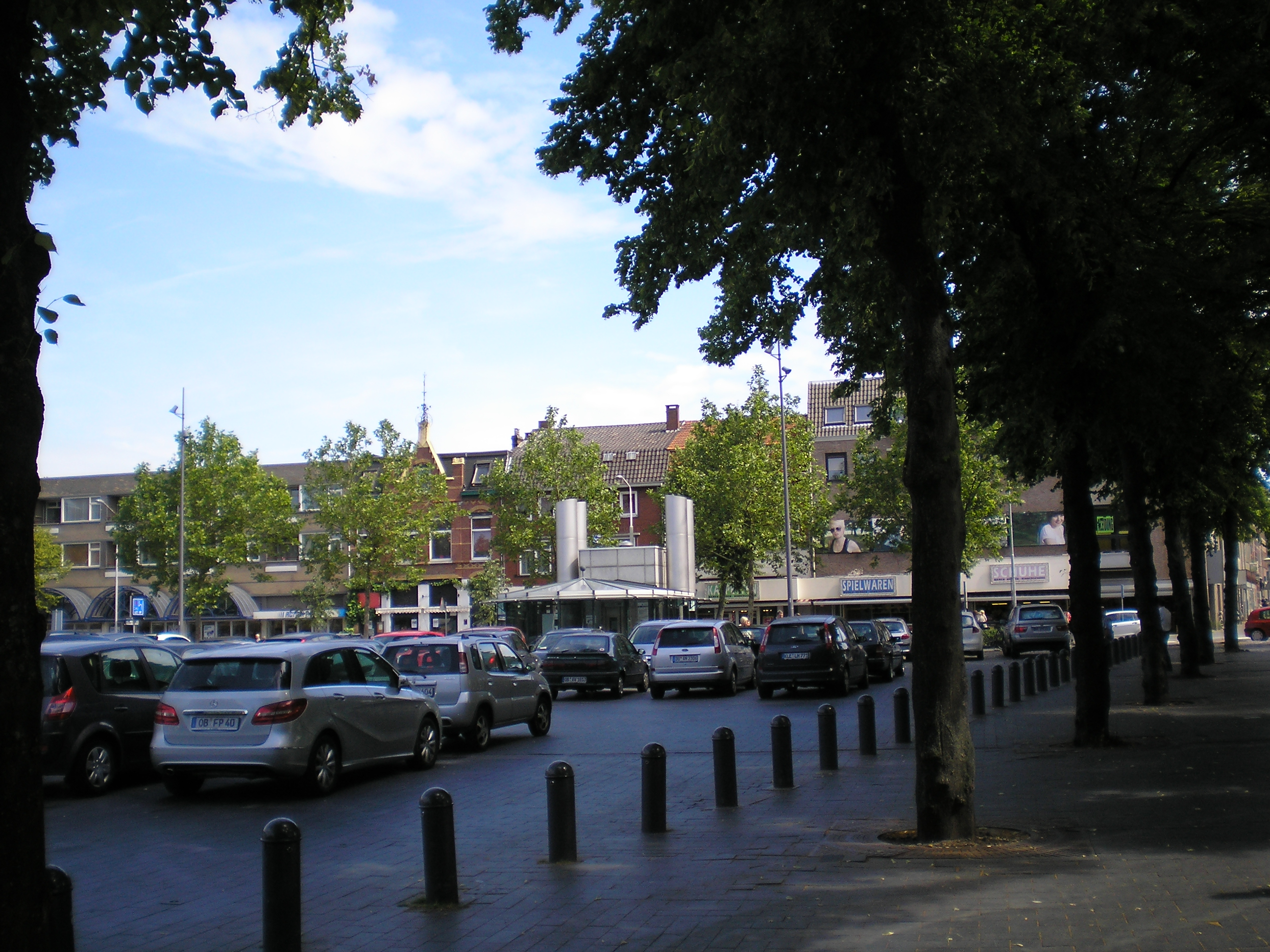
Monseigneur Nolensplein te Venlo met voornamelijk auto's van Duitse kooptoeristen en rond het plein diverse Duitse winkels.

De detailhandel in de binnenstad van Venlo is sinds de jaren 60 gebaat bij de bezoekers uit het Duitse achterland, vooral afkomstig uit het nabije en dichtbevolkte Ruhrgebied. Deze bezoekers komen naar Venlo om hier te winkelen. Vooral op Duitse feestdagen, waarbij in Duitsland de winkels verplicht gesloten zijn, is het druk in Venlo. In bepaalde winkels, in de zogenaamde Duitse hoek, wordt men vaak eerst in het Duits aangesproken, alvorens op het Nederlands of het dialect overgegaan wordt. Ook de prijzen stonden bij deze winkels tot voor de invoering van de euro vermeld in de eertijdse munteenheid Duitse mark (DM). Vooral groente en fruit, kaas en boter (hiervan is de Duitse term "Butterfahrt" afkomstig), Duitse (!) koffie en sigaretten zijn geliefd bij de Duitse bezoekers. Opmerkelijk is, dat een aan het Venloos verwant dialect ook wordt gesproken in het Duitse gebied tot kilometers over de grens, maar dat hangt samen met de historische, politieke en culturele achtergrond van Noord-Limburg en Noordrijn-Westfalen (zie Hertogdom Gelre). Door het speciaal op het Duitse kooptoeristen toegespitste winkelaanbod rondom het plein ontvangt Venlo jaarlijks circa 5 miljoen bezoekers uit voornamelijk het aangrenzende Ruhrgebied.

### Industrie

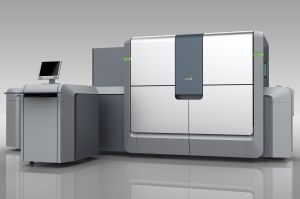
Océ producten

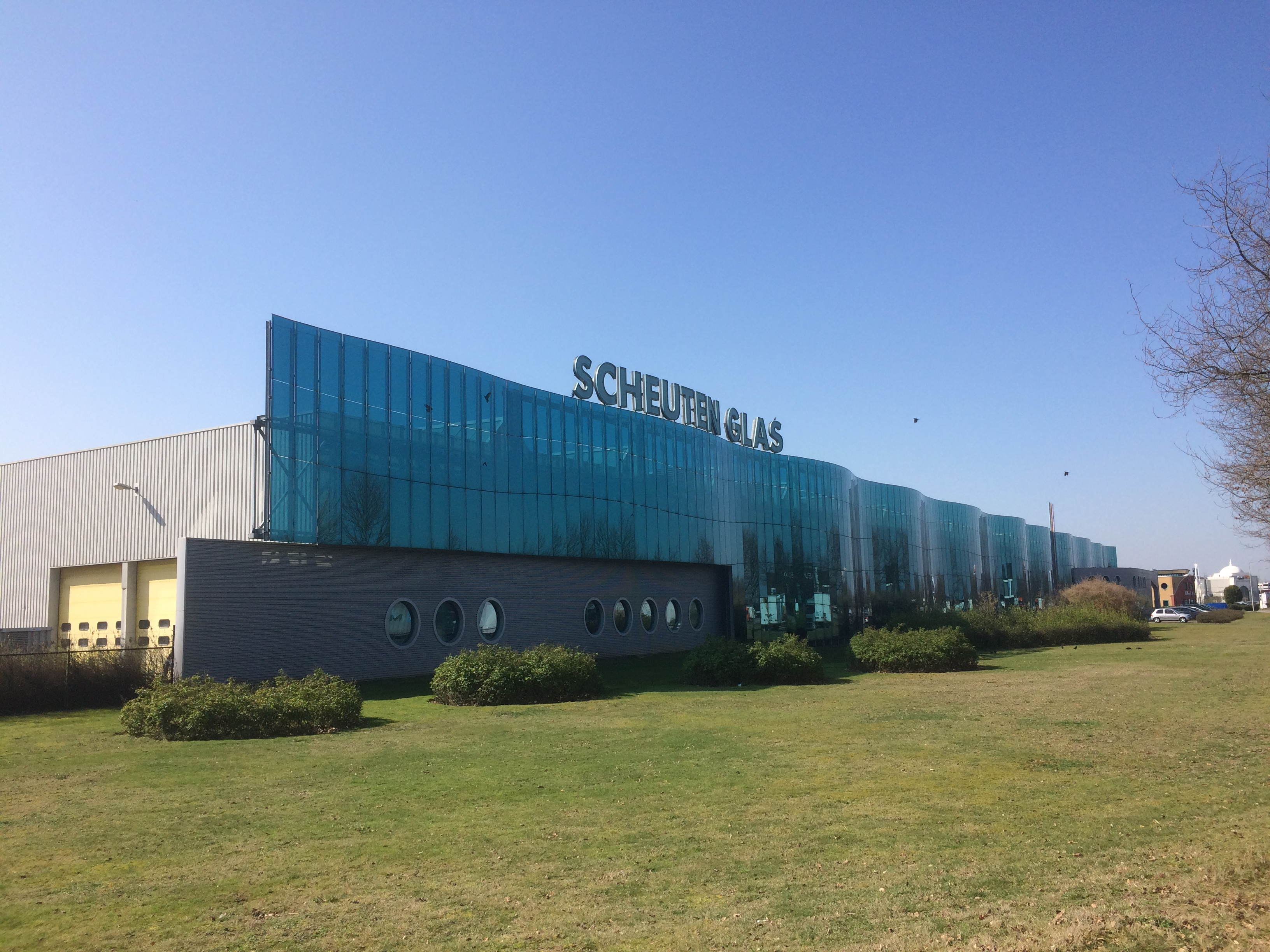
Hoofdkantoor van de Scheuten Groep

Het begin van de Venlose industrie begon met bedrijven zoals de boterkleurselfabriek Van der Grinten N.V. en de gloeilampenfabriek Goossens, Pope & Co. In 1909 kwam fietsenfabriek Valuas. Beeldenfabriek "Sint-Joseph", aan Emmastraat 84-86, had een pand uit 1916, dat echter in 2008 werd gesloopt. Ook in 1916 vestigde zich een productielocatie van de Duitse firma Enfa in Venlo, voor de productie van enveloppen. Deze stopte de productie in 2014.
Instrumentenfabriek Nedinsco vestigde zich in 1921. Anno 2007 zijn kopieer- en printerbedrijf Océ (voortgekomen uit Van der Grinten N.V.), vervoersbedrijf Frans Maas (met DFDS gefuseerd tot DSV) en kantoorartikelenbedrijf Office Depot bekende bedrijven in Venlo. Maar ook Scheuten Glas en Lagotronics maken hun opmars. De internationale webshop vidaXL verplaatste haar hoofdkantoor en distributiecentrum in 2017 naar Venlo. 

### Logistiek

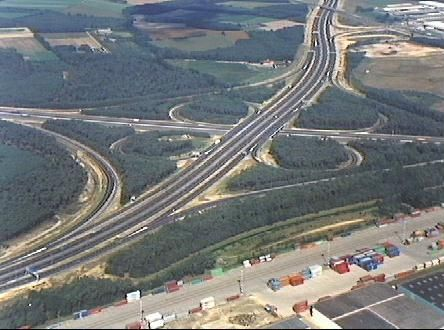
Knooppunt Zaarderheiken

Vooral in de vervoersbranche werd Venlo aan het begin van de twintigste eeuw groot, door een strategische ligging aan de grens op een kruising van de Maas en het spoor. De grootste bedrijventerreinen zijn gelegen in stadsdeel Blerick aan de snelwegen A73 en A67 (Knooppunt Zaarderheiken). Hier ligt ook de grote groente- en fruitveiling ZON, oorspronkelijk opgericht als Venlose Veiling Vereeniging aan Rodestraat 5-9. De A67 loopt in Duitsland over in de BAB40. Daarnaast vormt de A74 een verbinding met het Duitse achterland via de BAB61 (de Linksrheinische Autobahn) en de BAB40, richting Duisburg. De Maas is enige tijd in mindere mate gebruikt als vervoersader, maar sinds de bouw van de bargeterminal is het vervoer over de Maas voor Venlo weer in opkomst.

#### Terminals

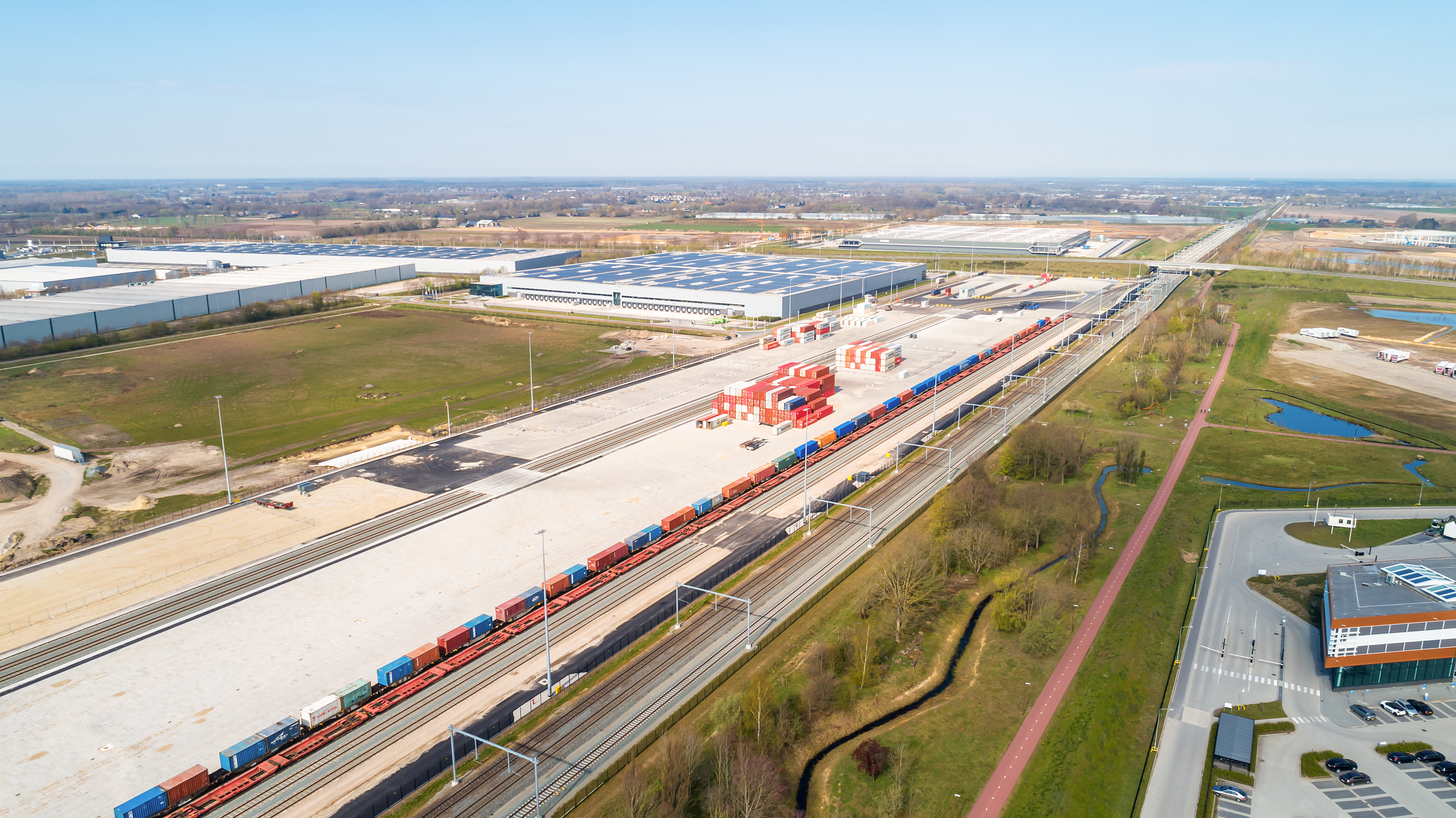
Railterminal Greenport, de grootste inlandse railterminal van Europa

Verder is Venlo tevens een belangrijke schakel tussen de haven van Rotterdam enerzijds en het Europese binnenland anderzijds. Sinds 1982 beschikt Venlo over een railterminal. Anno 2023 liggen er drie railterminals op Venloos grondgebied, waaronder de grootste inlandse railterminal van Europa.

### Industrie- en handelsgebieden (gemeente)
- Venlo
  - Veegtes
  - Noorderpoort
  - Océ - Genooyerbergen
  - Keulse Barrière / Kreuzackersfeld
  - Hagerhof-Oost
- Lomm
  - Spikweien
- Blerick
  - Ubroek
    - Venlo Trade Port
    - Trade Port West
    - Trade Port Noord
    - Trade Port Oost
    - Greenport Venlo
      - Venlo Greenpark
      - Fresh Park Venlo (voorheen ZON Fresh Park)
      - Klavertje 4
- Tegelen
  - Krekelsberg
  - Windhond
  - Kaldenkerkerweg West
  - Kaldenkerkerweg Oost
- Belfeld
  - Witveld
  - Geloërveld
  - Pannenberg

## Ontwikkeling vanaf circa 2005

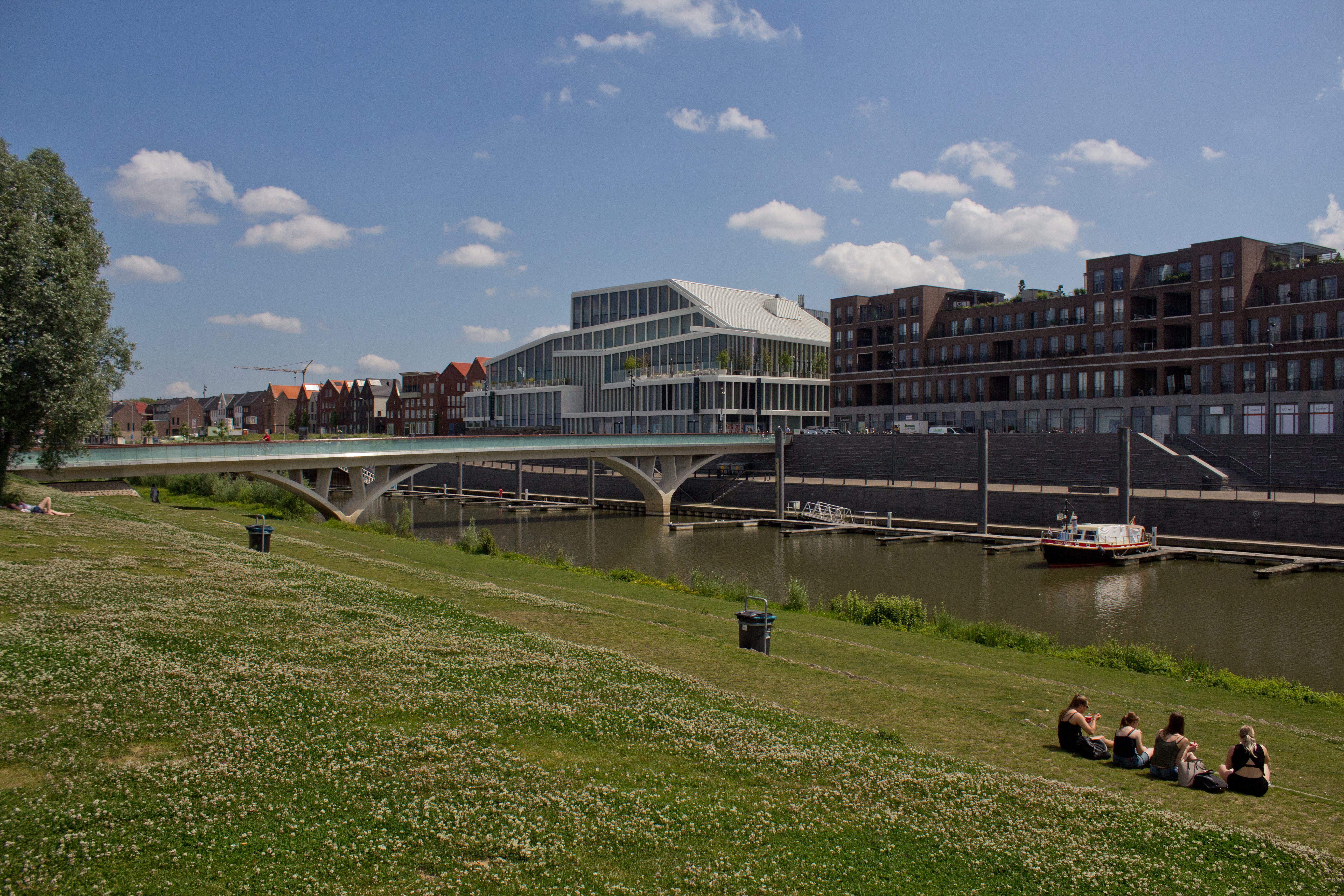
Zicht op de passantenhaven en de Maasboulevard

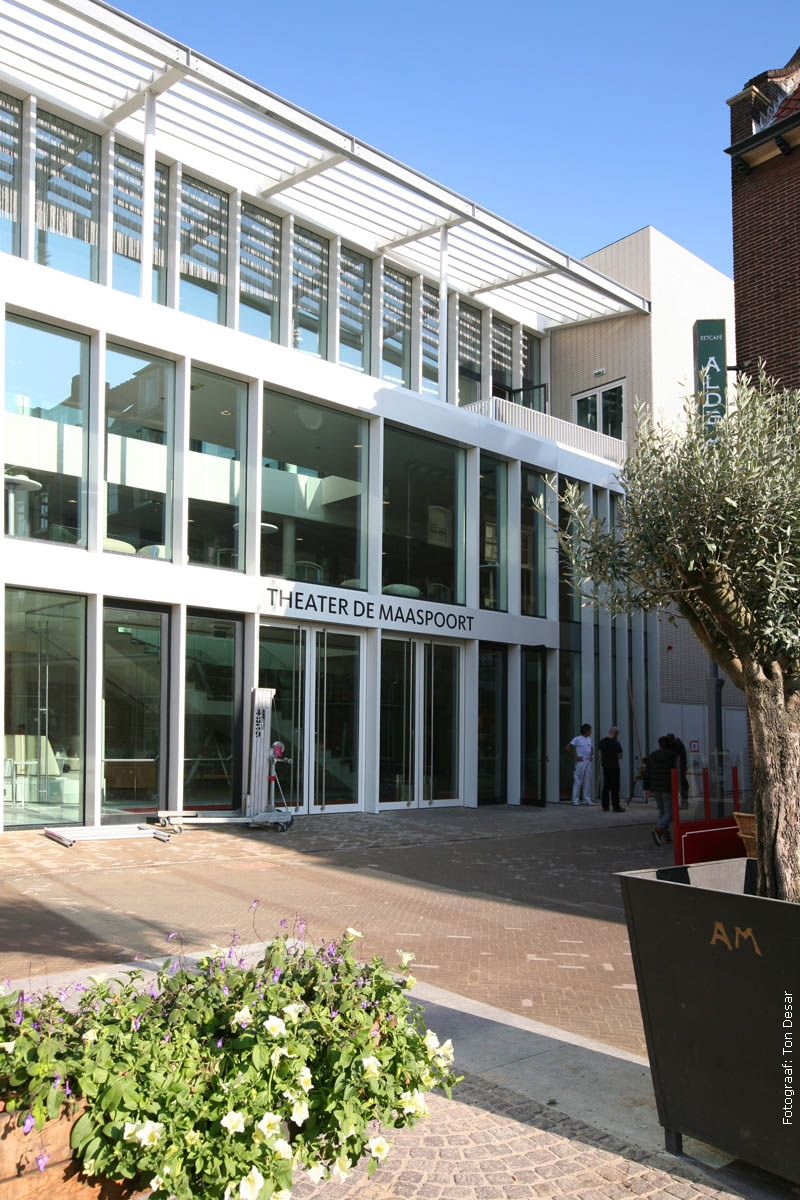
De nieuwe voorgevel van de Maaspoort

De rechter Maasoever bij de binnenstad had de reputatie verwaarloosd te zijn. Hier is in 2010 een nieuw stuk centrum geopend, de Maasboulevard. Het masterplan voor de Maasboulevard is ontworpen door Arno Meijs. In dit gebouwencomplex bevinden zich winkels, horeca en woningen. In de zomer van 2011 werd Theater de Maaspoort uitgebouwd en op de Maasboulevard aangesloten. Ook heeft in 2012 de Floriade in de regio Venlo plaatsgevonden.
In 2004 is bij graafwerkzaamheden voor de nieuwe Maasboulevard een middeleeuwse kelder ontdekt, die aanvankelijk voor een joodse mikwe werd gehouden (zie hieronder bij Bezienswaardigheden).
In januari 2008 werd bekendgemaakt dat Venlo een universitaire studie krijgt. Het gaat om de eerste universitaire opleiding ter wereld die zich richt op de filosofie voor milieuneutrale economie, genaamd cradle to cradle (C2C). De eerste lessen werden gegeven in 2011. Ook vestigen andere universiteiten enkele opleidingen in Venlo. Verder is Venlo de Europese hoofdstad voor de uitgifte van C2C-certificaten. Deze toekenning is gedaan door het Cradle to Cradle Products Innovations Institute in San Francisco. Het C2C-systeem werd ook toegepast op de Floriade van 2012. Hier was ook een expositie over C2C te zien.
In 2010 is verder begonnen met de ontwikkeling van de Maaswaard, ten zuiden van de stadsbrug. Tegen het einde van 2011 is het deelplan "Crescendo" gereed gekomen, waarna de eerste bewoners hun intrek namen in dit woon-zorgcomplex. Verder staat in dit gebied het Nedinscogebouw, dat eveneens is gerenoveerd. Het herbergt inmiddels onder meer een mediahuis, waarin Omroep Venlo en L1 zijn gevestigd; de Venlose vestiging van De Limburger was eveneens in het pand gepland, maar de krant heeft te kennen gegeven hiervan af te zien. Daarnaast zijn er stadswoningen in gerealiseerd, en neemt een aantal afdelingen van de gemeente haar intrek in 2 verdiepingen. De rest van de ambtenaren zal worden gehuisvest in het eveneens in de Maaswaard geplande nieuwe stadskantoor. Op de bovenste etage is een horecagelegenheid gevestigd.
Op het voormalige Floriadeterrein, thans Venlo Greenpark geheten, is sinds 2017 de Brightlands Campus Greenport Venlo gevestigd. Hierin participeren de Universiteit Maastricht, HAS Hogeschool, Fontys Hogescholen en diverse kennisinstituten en bedrijven. De regie voor de ontwikkeling van het gebied is in handen van de Provincie Limburg.

## Verkeer en vervoer

### Verdwenen en hernoemde straten in Venlo
- Hamburgersingel: Dit is de Deken van Oppensingel
- Keulse Straat: Dit is de Kaldenkerkerweg
- Oostsingel: Dit is de Burgemeester van Rijnsingel

### Autosnelwegen rondom Venlo
Rond Venlo liggen de Nederlandse autosnelwegen A74, A73 en A67, alsmede de Duitse autobahnen A40 (vervolg van de A67) en de A61 (vervolg van de A74). De A74 en A73 komen samen bij knooppunt Tiglia, tussen Venlo en Tegelen. De A73 en de A67 komen samen bij knooppunt Zaarderheiken bij het stadsdeel Blerick.

### Spoorwegen
Venlo is een spoorwegknooppunt voor de Spoorlijn Nijmegen - Venlo (Maaslijn), Spoorlijn Venlo - Eindhoven (Staatslijn E), Spoorlijn Maastricht - Venlo (Staatslijn E) en de internationale Spoorlijn Viersen - Venlo (Staatslijn G). Het bijbehorende station is station Venlo, dat ook een rangeerterrein heeft voor locomotieven en goederentreinen. Verder liggen er nog in het stadsdeel Tegelen station Tegelen en in Blerick station Blerick.

## Gemeente ('Groot-Venlo')
Nadat al in 1940 de plaatsen Blerick, Boekend, en Hout-Blerick, alsook de buurtschap 't Ven bij de toenmalige gemeente Venlo waren gevoegd, is deze gemeente per 1 januari 2001 samengevoegd met de tot dan toe afzonderlijke gemeenten Tegelen en Belfeld. Verder maakt ook het kloosterdorp Steyl (eerder onderdeel van Gemeente Tegelen) nog deel uit van deze gemeente. Officieel bestaat de gemeente Venlo nu uit vier stadsdelen, te weten: Venlo, Blerick, Tegelen en Belfeld. In het onderstaande worden op sommige plaatsen ook gegevens uit de laatste drie stadsdelen betrokken, maar deze worden daarnaast met name in eigen artikelen behandeld. Overigens is de noordelijk gelegen gemeente Arcen en Velden vanaf 1 januari 2010 gefuseerd met de huidige gemeente Venlo. Deze noordelijke gemeente behelst naast de dorpen Arcen en Velden ook nog het dorp Lomm.

## Topografie en indeling

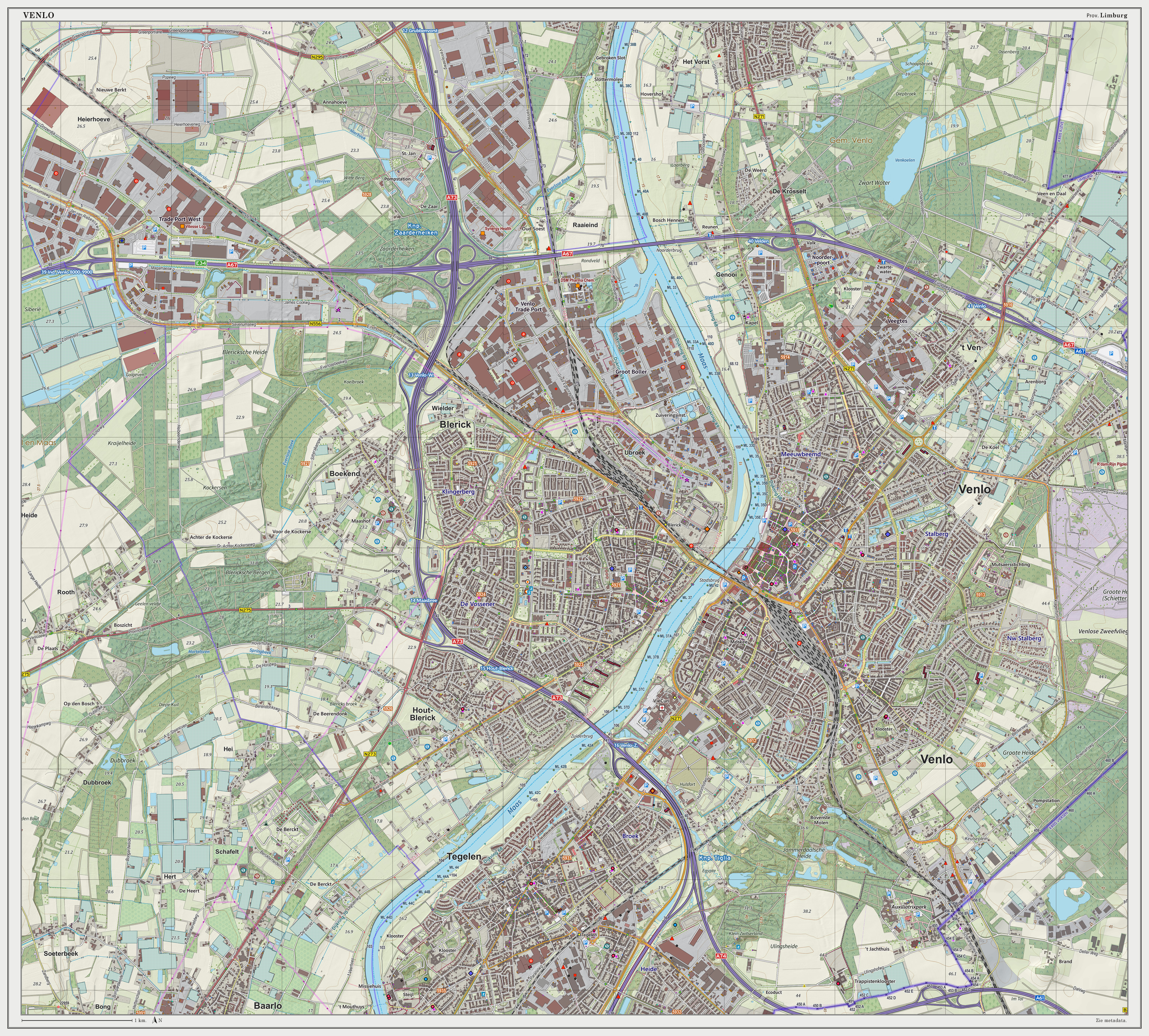
Topografisch kaartbeeld van Venlo, Blerick e.o., per maart 2014

### Wijken en buurten in de stad
- Venlo-Centrum
  - Kloosterkwartier
  - Rosariumbuurt
  - Q4
  - Museumkwartier
- Venlo-Zuid
  - Hagerbroek
  - Hagerhof
  - Sinselveld
    - Maaswaard

  - Wijlrehof
- Venlo-Noordoost
  - Herungerberg
  - Het Ven
  - Venkoelen
- Venlo-Zuidoost
  - Jammerdaal
    - Onderste Molen
    - Bovenste Molen
- Venlo-Noord
  - Genooi
  - Meeuwbeemd
  - Veegtes
- Venlo-Oost
  - Hogekamp
  - Leutherberg
  - Vogelhut
    - Bloemenbuurt

  - Groot-Stalberg
    - Stalberg
    - Groenveld
    - Vinckenbosje
    - Stalberg-Noord
    - Stalberg-Oost

  - Grote en Kleine Heide
    - Nieuw-Stalberg

## Religie

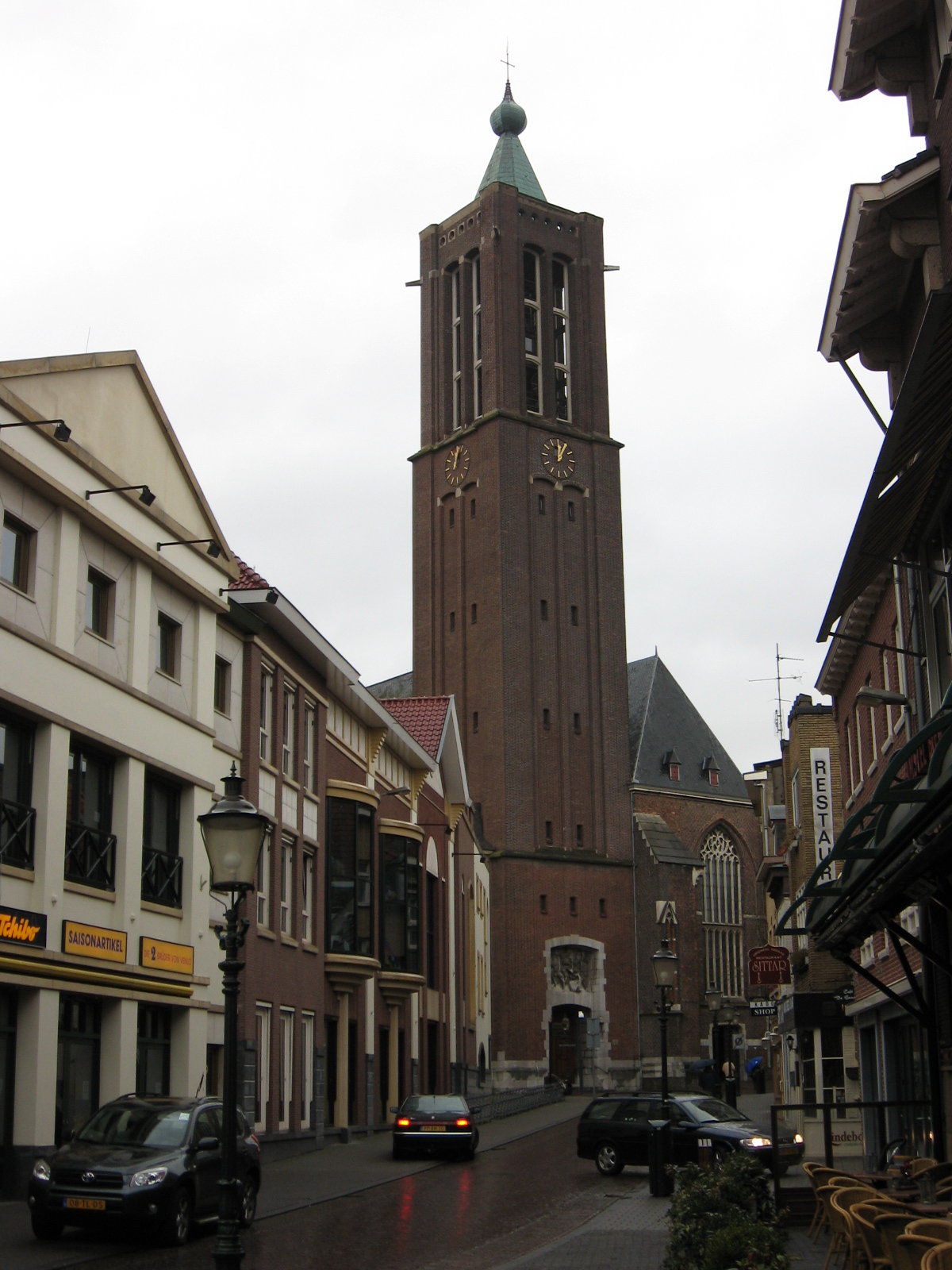
De rooms-katholieke Sint-Martinuskerk te Venlo.

### Katholicisme
De stad Venlo valt onder het dekenaat Venlo-Tegelen, binnen het Bisdom Roermond. Deken (anno 2016) is Mgr. J. Spee. Binnen het dekenaat zijn een aantal samenwerkingsverbanden opgezet. Hierbij worden de volgende parochies aan elkaar gekoppeld:
- H. Martinus, O.L.V.O.O. (gebied Venlo-Centrum en Venlo-Zuid)
- H. Hart van Jezus, H. Nicolaas, H. Michaël (gebied Venlo-Noord)
- H. Familie/H. Geest, H. Joannes Bosco, H. Jozef (gebied Venlo-Oost)
- Venlo kent of kende een groot aantal kloosters, zie onder bezienswaardigheden.

- Venlo kent ook een Molukse kerk, Molukse Kerk Eben Haëzer genaamd en is gevestigd in de wijk Hagerhof in Venlo Zuid.

### Protestantisme
- De Sint-Joriskerk is de protestantse kerk van Venlo
- De Nieuw-Apostolische Kerk bevindt zich op de hoek Hogeweg, Bisschop Hoensbroeckstraat
- Stromingen zoals de pinksterbeweging, Jehova's getuigen en het baptisme zijn ook in Venlo te vinden, maar hebben hun onderdak in Blerick gevonden. Zie ook Gereformeerde kerk (Venlo).

### Overige religies
- Grieks-Orthodoxe Kerk, parochie Moeder Gods Faneromeni, Sint Urbanusweg 77 te Venlo
- Jodendom, zie Synagoge (Venlo) voor de geschiedenis van de Joodse gemeenschap in Venlo
- De islam
  - Marokkaans: Al Houda Moskee aan de Tegelseweg
  - Tevhit Moskee aan de Hagerhofweg

## Film
In 1933-1934 woedde in Venlo de zogenoemde Venlose Bioscoopoorlog, een vete tussen het gemeentebestuur van Venlo en de Nederlandse Bioscoopbond. Maar ook religie speelde een rol in het conflict. Later bleken dit echter niet de enige problemen te zijn wat betreft Venlose bioscopen.
Venlo-stad telde een aantal bioscopen:
- City Theater in de Vleesstraat in Venlo

Een zaal die in 1901 bij het hotel-restaurant "De Port van Cleve" werd bijgebouwd. De zaal was bedoeld voor theater en variété. In 1907 werden er voor het eerst ook films vertoond en in 1909 werd het officieel in gebruik genomen als bioscoop. Deze werd in 1912 omgedoopt tot Eerste Venlosche Kinematograph. Enkele maanden later werd de naam veranderd in Bioscope theather en niet veel later in Elite. Op 1 maart 1928 kreeg het theater zijn huidige naam: City-theater. De eigenaar was destijds dhr. Zumdick die veel concurrentie had van Willem Peters. In het theater worden echter geen films meer vertoond; het werd omgebouwd tot variété-theater. De laatst gebruikte naam is Rendez Fous. Zumdick was tevens de eerste Stadsprins van de carnavalsvereniging Jocus na de heroprichting in 1936. Inmiddels is de 'City' niet meer in gebruik als bioscoop.
- Scala Venlo in de Steenstraat in Venlo

Willem Peters opende in café-restaurant Amicitia in 1912 de tweede Venlose bioscoop: Scala. Peters had in Tegelen ook nog een bioscoop geopend onder de naam Scala Tegelen.
- Rembrandttheater op de Parade in Venlo

Pollak opende rond dezelfde tijd een bioscoop op de Parade. Later heette deze bioscoop Grand Theather en werd geëxploiteerd door Sef Cornet. Later werd de bioscoop overgenomen door Rembrandt Theater NV te Arnhem. De bioscoop werd in de Tweede Wereldoorlog verwoest.
- Bioscoop van de Piusvereniging

In de loop van de jaren 10 werd een bioscoop in Venlo geopend door de Piusvereniging. Hier zijn echter weinig gegevens van bekend.
- Bioscoop van de R.K. Werkliedenvereniging

Ook in die periode werd een bioscoop geopend door de R.K. Werkliedenvereniging. Ook van die bioscoop (die zich in het Bondsgebouw bevond) is niet veel bekend.
- Apollo-bioscoop

In 1927 bestond er de Apollo-bioscoop, die niet langer dan een jaar bestaan heeft.
- Scene in de Nieuwstraat in Venlo
- Filmhuis

Het filmhuis bevond zich in het gebouw van Perron 55. Dit gebouw staat op de plek waar vroeger het door Hendrik Petrus Berlage ontworpen theater De Prins van Oranje stond.
Mede door de bioscoopoorlog en de Tweede Wereldoorlog verdwenen veel bioscopen. Tot aan het eind van de vorige eeuw bleven er nog drie bioscopen over:
1. Minerva-bioscoop
  1. Scala Venlo
  2. Scene
2. City Theater
3. Het Filmhuis

De Minerva-bioscopen sloten echter hun deuren en aangezien het Filmhuis niet de reguliere commerciële titels aanbiedt moeten de inwoners hiervoor uitwijken naar de bioscoop in Reuver, Het Luxor-theater. Inmiddels is het Filmhuis verhuisd en heeft het pand van de Scene in gebruik genomen onder de naam Filmtheater De Nieuwe Scene.
Op 13 maart 2013 opende op de Picardie een nieuwe bioscoop met de naam CityCinema.

## Carnaval

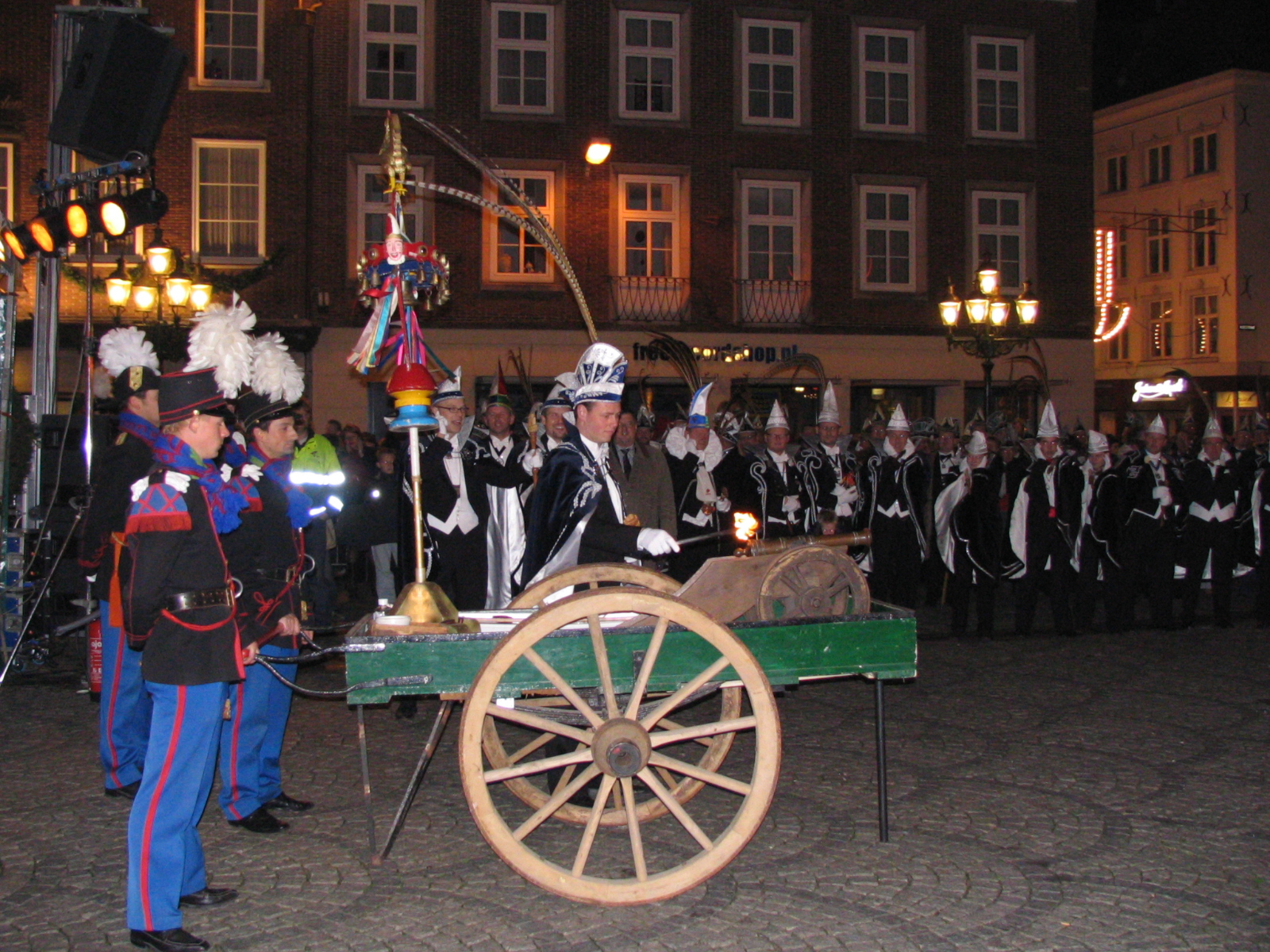
Opening van het Venlose carnaval in 2005

Ook Venlo is bekend om zijn vastelaovend (carnaval), met een uitgebreid repertoire van lokale carnavalsliedjes die vanaf het eind van de 19e eeuw in de vorm van een prijsvraag gekozen worden. De vastelaovesvereniging Jocus organiseert elk jaar een liedjesavond, waarbij van de andere Venlose carnavalsverenigingen ieder vijf leden in een wijk-jury zitten. Veel liedjes staan op naam van het duo Frans Boermans en Thuur Luxembourg, een van de bekendste is toch wel: "Och waas ik maar (beej mooder thoesgebleve)" (Och was ik maar bij moeder thuisgebleven) uit 1956. Een ander fenomeen zijn de Venlose Joekskapellen, waarvan Venlo er ongeveer 30 binnen haar grenzen heeft. De zogenaamde Boetegewoene Boetezitting (buitengewone buitenzitting) is een inmiddels ook buiten Venlo bekende traditie geworden. Dit is een, op de zaterdag voor carnaval gehouden, optreden van carnavalsartiesten in de buitenlucht in de zgn zoepkoel (zuipkuil) voor het stadstheater de Maaspoort.
Als oudste carnavalsvereniging van Nederland is VVG Jocus onlosmakelijk met het Venlose carnaval verbonden. Vroeger werkte Jocus veelal samen met de voormalige vereniging De Wannevleegers.Een andere Vastelaoves vereniging is Groët Venloosch Vastelaoves Gezelschap De 3kes. Dit is een vereniging die voor de gehele gemeente Venlo wil zijn. Men roept een Nar uit, geen prins.
Verenigingen in Venlo:
- Jocus
- De Kwas
- De Törvers
- De Vogelhut
- Boëte De Paort
- De Vaegers
- De Kaetelaers
- De Gaaskaetel
- De Wien
- De Beerpiëp
- De Waus
- De Wannevleegers
- De Sokkerkäörkes
- De Törvers
- 3kes

## Valuasfolklore
De naam Valuas (Venloos: Flujas of Fluas) is al eeuwenlang verbonden met de Venlose cultuur. Nadat omstreeks 1740 de bisschop van Roermond verboden had om de reuzenpoppen van Goliath (en zijn vrouw) in de Venlose processies mee te laten lopen, werd een alternatief verhaal verzonnen waarin Goliath werd omgetoverd tot de 'legendarische' Valuas, getrouwd met Guntrud. Valuas zou een legeraanvoerder van de Germaanse stam der Bructeren zijn geweest en in 96 na Christus na een verloren veldslag met de Chamaven gevlucht naar een vruchtbaar stuk grond aan de Maas, waar hij in een bos nabij een moeras Venlo gesticht zou hebben. Na zijn dood werden er vuren brandende gehouden voor zijn nagedachtenis. Deze plek wordt tot op heden nog steeds Lichtenberg genoemd.
Dit verhaal is in 1754 voor het eerst opgetekend en is fictief. Het werd waarschijnlijk speciaal voor het behoud van de reuzenpoppen verzonnen. Aanvankelijk had Valuas' vrouw geen naam; de naam Guntrud is de uitkomst van een prijsvraag in de tweede helft van de 18e eeuw.
Het Valuascollege is vernoemd naar deze fictieve stichter. Ook werd de naam Valuas overwogen als naam bij de oprichting van de Venlose voetbalclub VVV-Venlo. In de jaren 60 en 70 was Valuas een volleybalvereniging die in de landelijke top meedraaide. Een bekend international was Jacques Ewalds.
De reuzenpoppen Flujas en Guntrud zijn in het bezit van de Venlose schutterij (het Akkermansgilde) en lopen mee tijdens diverse festiviteiten.

## Sport
Betaald-voetbalclub VVV-Venlo won in 1959 de KNVB Beker en werd driemaal kampioen van de Eerste Divisie. Anno 2021 komt VVV uit in de Eerste divisie, het degradeerde na het seizoen 2020/2021 uit de Eredivisie.
Andere voetbalverenigingen in Groot Venlo zijn;
- Voetbalclub Venlosche Boys komt uit in de 1e klasse D zuid 2 en speelt op zondag
- De voetbalclubs FCV en VVV'03 komen uit in de 4e klasse G zuid 2 en spelen op zondag
- De voetbalclubs Kwiek Venlo en VOS komen uit in de 5e klasse D zuid 2 en spelen op zondag
- In stadsdeel Blerick HBSV en SVB

Van handbalvereniging HandbaL Venlo komen de dames uit in de Eredivisie, de heren in Hoofdklasse. De Heren I van de Venlose Hockey Club spelen in de Overgangsklasse A, de Dames I in Eerste klasse C. HSCV Mustangs is de plaatselijke honkbal- en softbalvereniging en speelt in de 4e klasse N. Van volleybalvereniging Civitas komen de heren uit in de 1e klasse E, de dames in 2e klasse J. Van waterpolovereniging MOSA-regio komen de heren uit in de 3e klasse D.
Sinds 2006 vindt de Venloop plaats, een jaarlijks terugkerend hardloop- en wandelevenement door de straten van Venlo.
Elk jaar organiseert de Stichting Venlo Danst in Venlo het Rolstoeldans-evenement Venlo Danst Grenzeloos en in 2011 daarnaast de Open Benelux Kampioenschappen Rolstoeldansen. Het evenement trekt jaarlijks vele honderden bezoekers en dansers uit omliggende landen. De wedstrijd wordt georganiseerd door Stichting Venlo Danst in samenwerking met Rolstoeldansvereniging 4 Wheel Dance onder auspiciën van de Nederlandse Algemene Danssport Bond (NADB) en de Stichting Rolstoeldansen Nederland (SRN).

## Festivals
Venlo kent meerdere festivals, onder meer:
- Zomerparkfeest - multicultureel muziekfestival
- Chop Till You Drop Outdoor - dancefestival
- Nach van 't Limburgse Leed (Nacht van 't Limburgse Lied)
- Nolensparkfeesten
- Nachtwacht
- Lekker Venlo, culinairfestival
- Mont Martre Festival, kunstmarkt
- Geulpop Lomm, popfestival aan de hoogwatergeul in Lomm
- Viva Classic Live, klassieke muziekfestival
- Stereo Sunday, dancefestival
- Spijs!, foodfestival
- Feel The Fifties, muziekfestival

## Prijzen
- 2002: Groenste stad van Nederland
- 2003: Groenste stad van Europa
- 2004-2008: Logistieke hotspot van Nederland (prijs voor beste logistieke knooppunt)
- 2010-2011: Logistieke hotspot van Nederland (samenwerking met Venray)[15]
- 2013-2015: Beste binnenstad van Nederland, categorie middelgrote steden

## Stadsfiguren
- Truuj Bolwater
- Schinkemenke

## Nabijgelegen kernen
Blerick, Velden, Tegelen, Herongen, Kaldenkerken, Leuth, Lomm, Arcen